# Got (vas)
Un got, veire, tassó o anap (i tassa al Matarranya i Fraga i a l'Alguer) és un recipient destinat a contenir líquids i del que es pot beure directament, principalment aquells de forma cilíndrica o cònica, oberts, sense nansa ni peu, i fabricats en vidre o altres materials. Per extensió es denomina també got a la quantitat de líquid continguda en aquest recipient.

## Formes, mides i materials

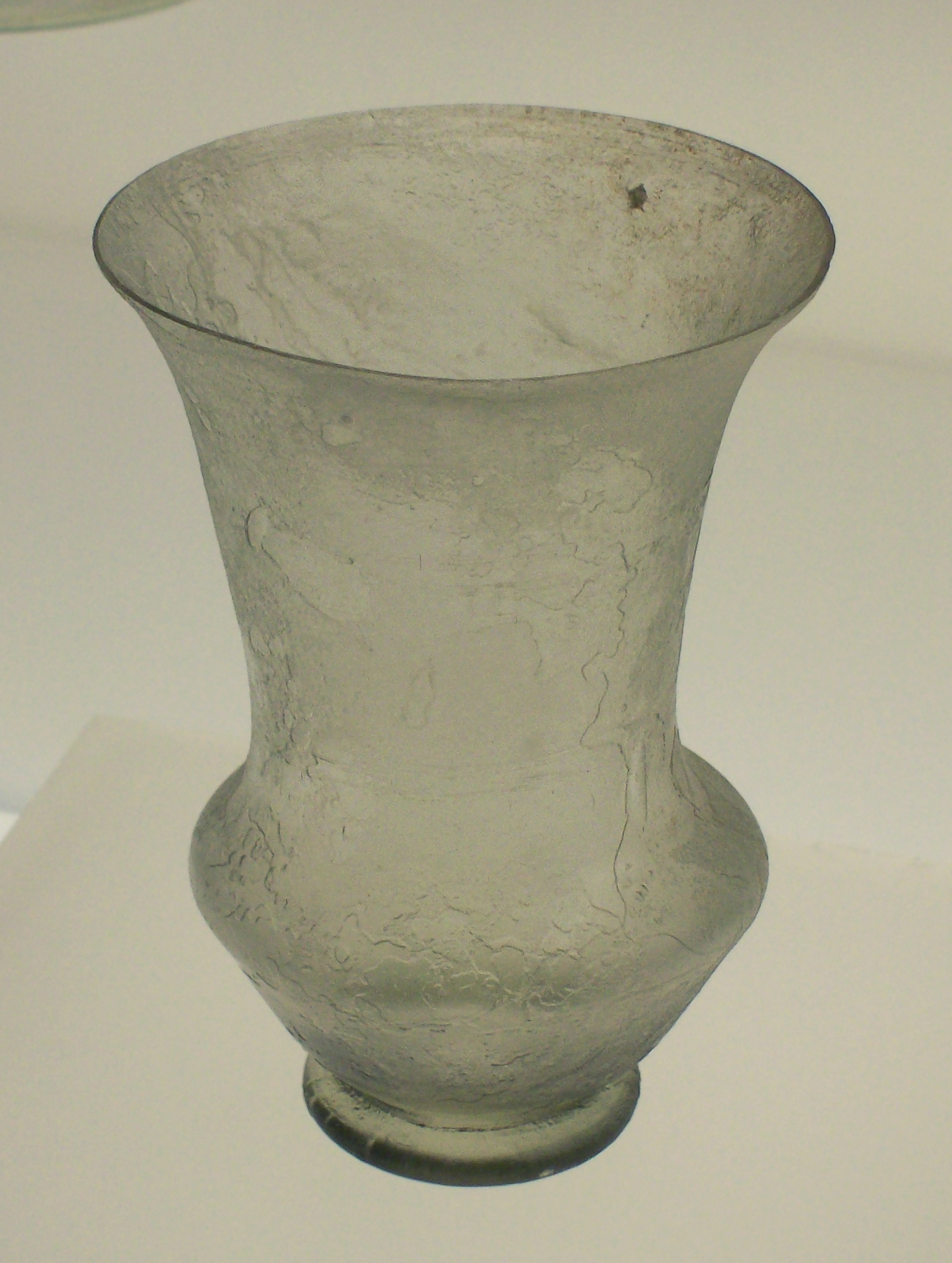
Got romà de vidre bufat del.

La forma més comuna és en forma de cilindre o de con truncat. Aquells amb nansa solen denominar-se tassa, i aquells amb peu solen denominar-se copes. Els límits entre un got i altres tipus de recipients similars pot ser difús. Alguns gots petits poden denominar-se copes encara que no posseeixin peu.
En general un got pot sostenir-se dempeus per si mateix amb una obertura a la part superior, la qual és d'igual o major diàmetre que la base, sent aquests diàmetres usualment menors a l'alçada del recipient. La base forma part del recipient contenidor (a diferència d'una copa) i no té rosteixes o orelles. És un recipient destinat a contenir la beguda d'una persona i beure-hi directament, a diferència d'un gerro. Usualment la grandària permet que sigui fàcil d'agafar amb una mà sense necessitat de nanses.
El material d'un got és una característica important, ja que ha de contenir el líquid sense contaminar-lo i sense desfer-se. El got sol estar fet únicament d'un material. El vidre és el material per excel·lència dels gots, i en llengües com l'anglès, l'alemany o el francès s'usa la mateixa paraula per a vas i vidre: glass, glas i verre respectivament. A més del vidre, els gots poden ser fabricats en diferents plàstics, paper, metall o ceràmica, encara que aquests últims poden ser també anomenats tassa.

## Got com a unitat de mesura
També es denomina got a la quantitat de líquid continguda en un veire. No obstant això, donada la gran quantitat de formes i grandàries que els got poden adoptar, la mesura no és molt precisa, però pot assumir-se una mesura de prop de 200 cm³.